# Cauroy-lès-Hermonville
Cauroy-lès-Hermonville is een gemeente in het Franse departement Marne (regio Grand Est) en telt 372 inwoners (1999). De plaats maakt deel uit van het arrondissement Reims.

## Geografie
De oppervlakte van Cauroy-lès-Hermonville bedraagt 10,2 km², de bevolkingsdichtheid is 36,5 inwoners per km².
De onderstaande kaart toont de ligging van Cauroy-lès-Hermonville met de belangrijkste infrastructuur en aangrenzende gemeenten.

## Demografie
Onderstaande figuur toont het verloop van het inwonertal (bron: INSEE-tellingen).